# Akola (stad)
Akola (Marathi: अकोला, Akolā) is een stad in de Indiase deelstaat Maharashtra en is de hoofdstad van het gelijknamige district. 

## Demografie
Volgens de Indiase volkstelling van 2001 wonen er 399.978 mensen in Akola, waarvan 52% mannelijk en 48% vrouwelijk is. De plaats heeft een alfabetiseringsgraad van 75%. 
Akola en zijn omgeving staat bekend om zijn katoenproductie en wordt daarom ook wel "Cotton Town" genoemd. Daarnaast zijn er veel olie- en textielfabrieken.

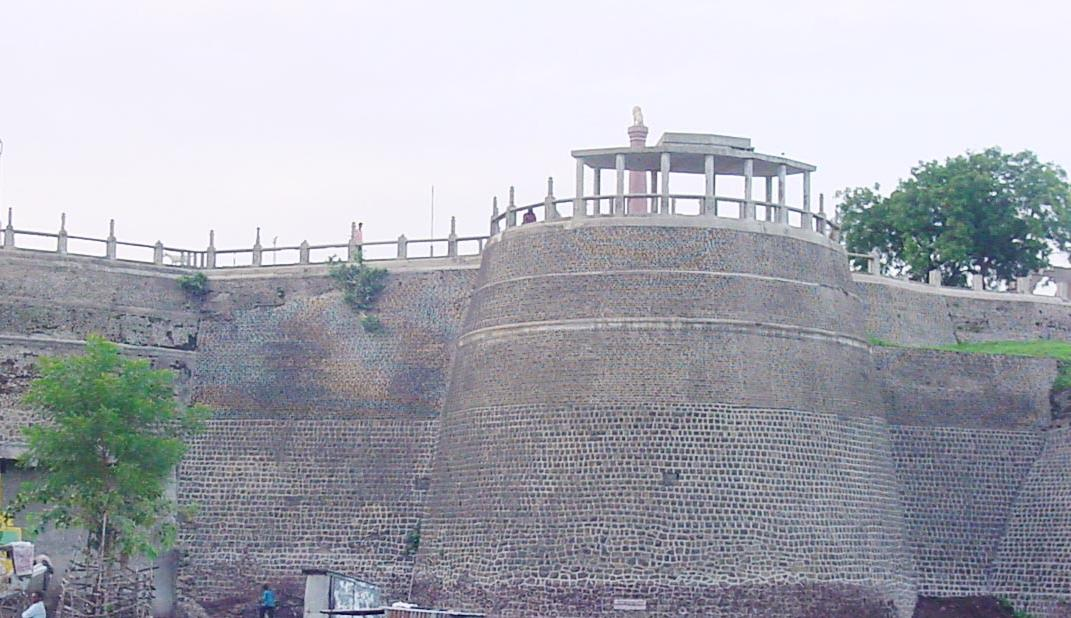
Fort in Akola